# 加布斯海姆
加布斯海姆是德国莱茵兰-普法尔茨州的一个市镇。总面积8.10平方公里，总人口770人，其中男性378人，女性392人（2011年12月31日），人口密度95人/平方公里。